# Bharatiya Kisan Union
 (février 2025).
La Bharatiya Kisan Union (BKU, signifie en français le « syndicat des paysans indiens ») est une fédération syndicale de paysans en Inde. Elle gagne en influence dans les années 80 puis passe au second plan au tournant du millénaire. Elle redevient une force politique importante lors des manifestations des agriculteurs indiens de 2020-2021.

## Histoire

### Création
En mai 1972, la Punjab Khetibari Union est fondée à Chandigarh, en fusionnant 11 organisations paysannes. En 1978, l'ancien Premier ministre indien et meneur syndical Rajiv Gandhi renomme ce syndicat en Bhartiya Kisan Organisation, et le rattache au Bharatiya Lok Dal (en) qui sera intégré plus tard au Janata Party. En 1980, de nombreuses organisation paysannes régionales se rattachent à la BKU. En 1982, le syndicat se scinde brièvement avant de se réunifier sous l'égide de Sharad Anantrao Joshi (en). Vers la fin des années 80, Mahendra Singh Tikait (en) mène des réformes qui réorganisent la BKU pour en faire un syndicat indépendant des partis politiques. Le siège est déplacé à Sisauli (en), dans l'ouest de l'Uttar Pradesh.

### Premières grandes manifestations
En 1987, la BKU manifeste à Shamli et obtient que l'énergie devienne moins cher pour les agriculteurs. L'année suivante en 1988, 500 000 agriculteurs manifestent à Delhi pendant une semaine, forçant le gouvernement de Rajiv Gandhi à accepter toutes ses demandes. Celles-ci incluent notamment des prix plus hauts pour la canne à sucre et une électricité bon marché pour le secteur agricole. Avec les mêmes revendications, 200 000 manifestants assemblés par la BUK font plier le gouvernement Janata Dal à Lucknow en juillet 1990. En 1992, des dharna sont tenus à Ghaziabad et Lucknow pour demander l'annulation des dettes d'agriculteurs dépassant 10 000 roupies, et pour exiger des compensations plus importantes lors de la saisie de terres agricoles.

### Années creuses

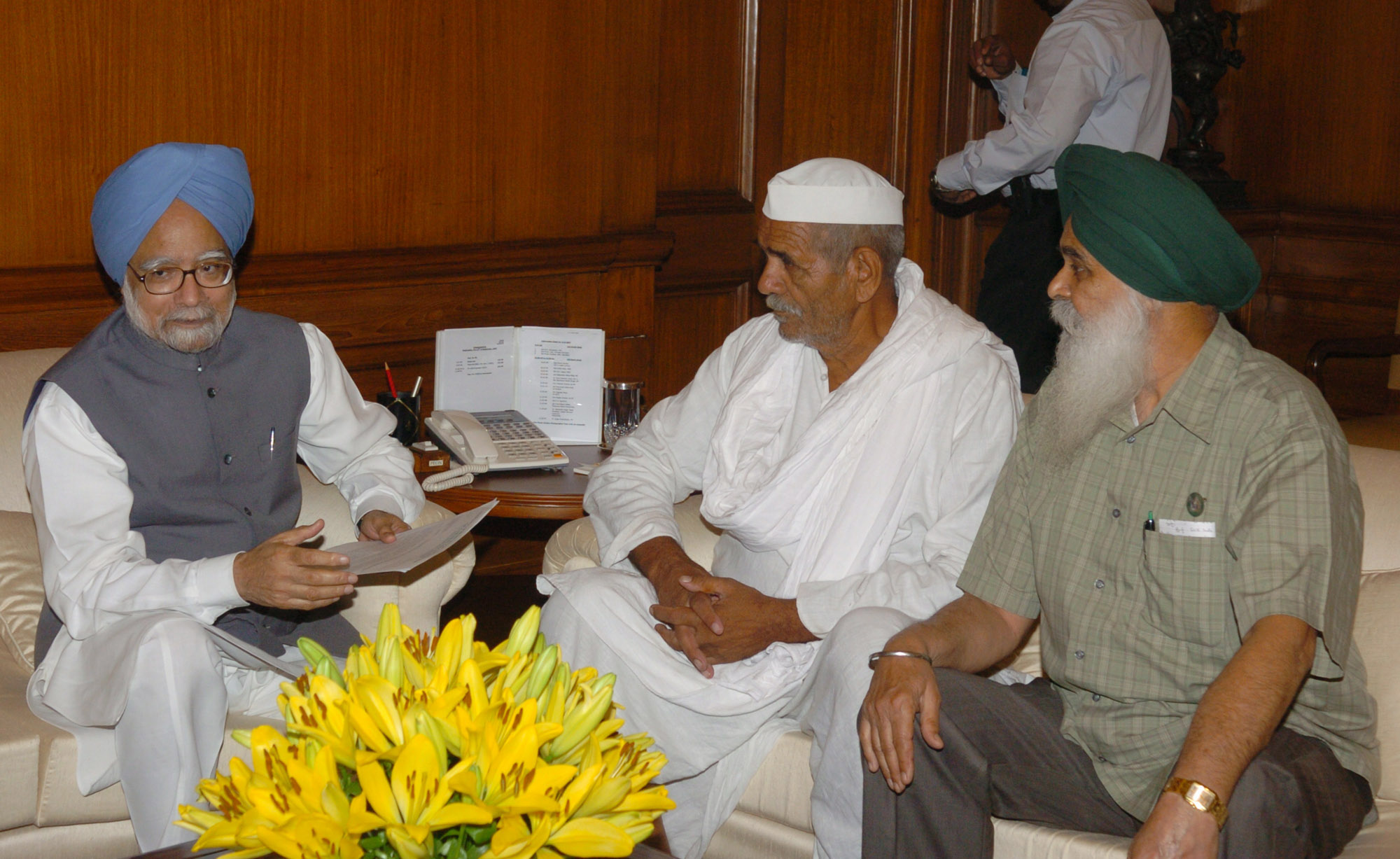
Une délégation de la BKU à New Delhi en 2007.

En choisissant de soutenir le Bharatiya Janata Party en 1991, la BKU perd le soutien d'une grande partie des paysans musulmans. En 1996, la BKU forme le Bharatiya Kisan Kamgar Party (en) mais perd ainsi complètement sa stature non-partisane et rencontre un échec retentissant aux élections. La montée de l'idéologie Hindutva à cette époque participe aussi à diviser et affaiblir la BKU. Selon le professeur Ramakumar, la BKU aurait indirectement préparé le terrain pour les émeutes de 2013 à Muzaffarnagar (en) en construisant une identité agricole exclusivement hindoue, par exemple en s'appuyant sur les khap (en).

### Manifestations des années 2020

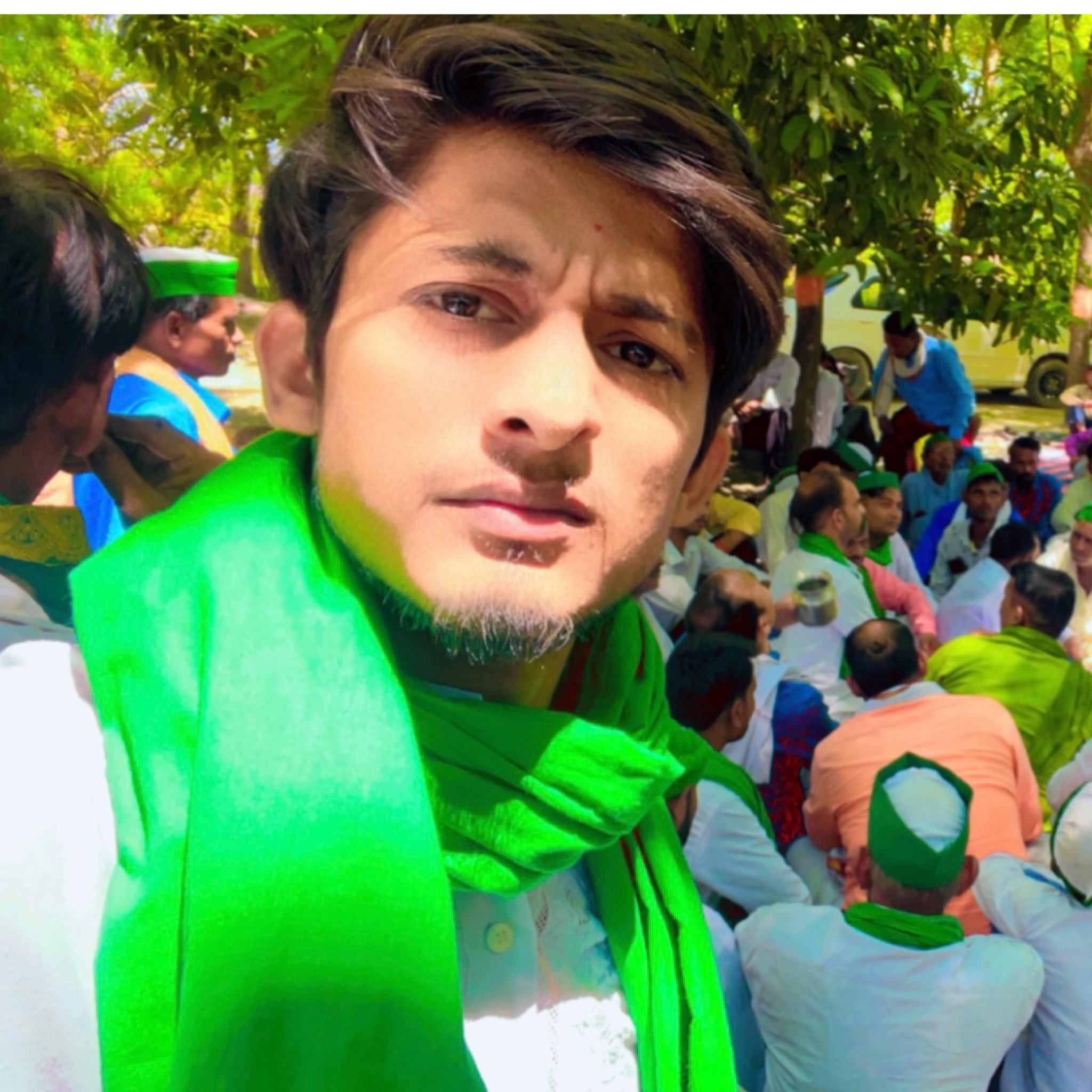
Vishal Dwivedi, de la BKU, lors d'un meeting en 2022.

Lors des manifestations des agriculteurs indiens de 2020-2021, l'identité kisan (paysanne) construite dans les années 80 revient sur le devant de la scène politique nationale, transcendant l'opposition entre gens hindous et musulmans. Les élections de 2022 en sont significativement influencées. Toutefois, la BKU continue de n'inclure les femmes et les membres des castes les plus opprimées que de manière minoritaire.

## Positionnement
La BKU réclame la protection de l'État contre l'ouverture du marché à l'internationale, mais en même temps elle conteste l'autorité des institutions étatiques au niveau local et promeut dans une certaine mesure l'auto-organisation.